# Płaszczyzna (Warząchewka Królewska)
Płaszczyzna – część wsi Warząchewka Królewska w Polsce, położona w województwie kujawsko-pomorskim, w powiecie włocławskim, w gminie Włocławek.
W latach 1975–1998 Płaszczyzna administracyjnie należała do województwa włocławskiego.